# Francisco Antonio Meléndez

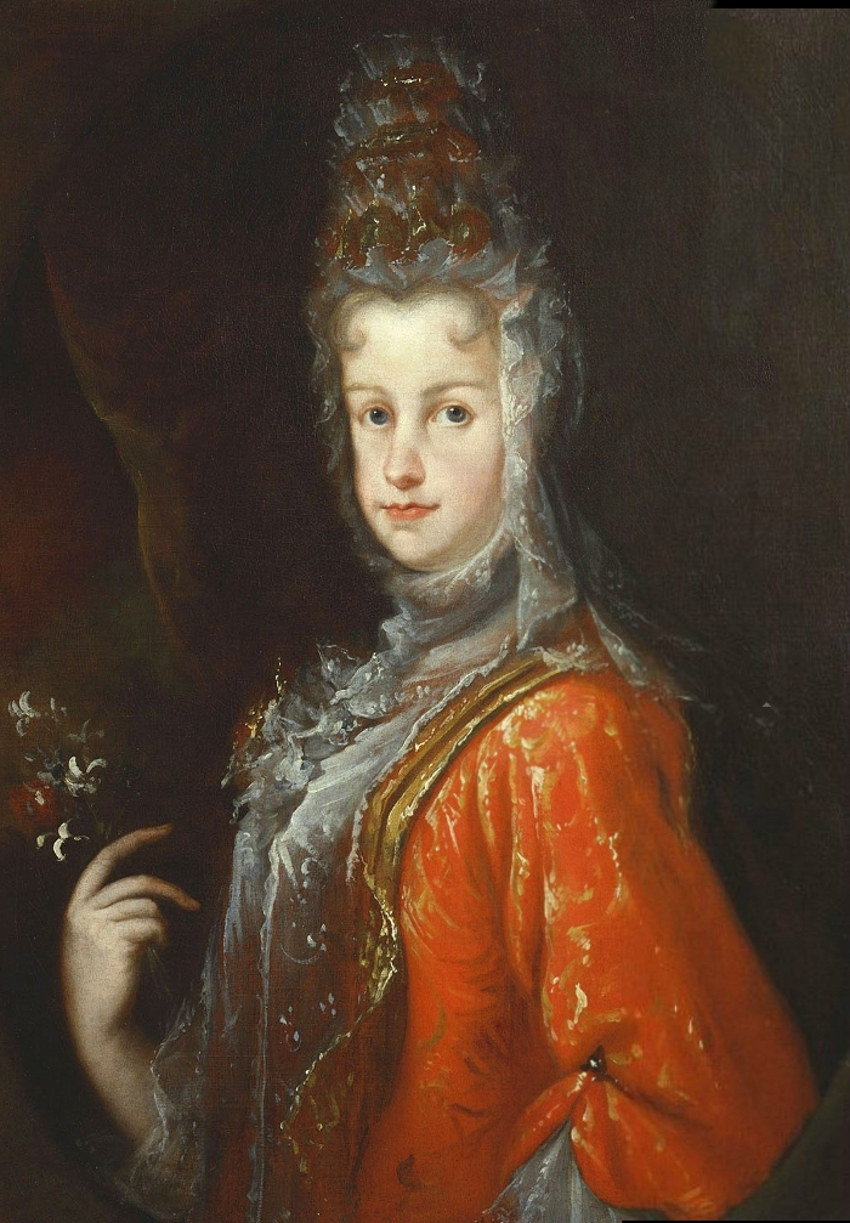
Retrato de María Luisa Gabriela de Saboya (1702), atribuido a Francisco Antonio Meléndez.

Francisco Antonio Meléndez (Oviedo, 1682-Madrid, 1758) fue un pintor barroco español especializado en retratos en miniatura. 

## Biografía
Hijo de Vicente Meléndez y de Francisca Díaz de Luxio y hermano menor de Miguel Jacinto Meléndez, a edad infantil se mudó con su familia a Madrid. 
Mientras que su hermano permaneció en la capital española, Francisco Antonio marchó a Italia en 1699 pasando por Génova, Milán, Venecia, Roma y Nápoles donde, falto de apoyo económico, sin dejar el estudio de la pintura se alistó como soldado de infantería y residía en 1705 «en el servicio de su Magestad» según la declaración de pobre de su madre fechada en ese año con fines testamentarios. En Nápoles contrajo matrimonio con María Josefa Durazo y Santo Padre. Casado y con dos hijos —el menor, el que sería célebre pintor de bodegones Luis Egidio Meléndez—, al caer Nápoles en poder de los austriacos se trasladó a Roma, donde nació una tercera hija, Ana, también pintora, y de allí retornó a España en 1717.
Instalado en Madrid, en 1722 asistía con regularidad a la academia de dibujo establecida en la casa del pintor Francisco Zorrilla y Luna, en la calle del Amor de Dios, y en 1725 fue nombrado pintor de miniatura de la Real Casa a título honorífico, tras haber hecho, según Ceán Bermúdez, los retratos de los reyes Felipe V e Isabel de Farnesio y de otros miembros de la familia real para ser colocados en joyas y regalados a los embajadores y emisarios de las potencias extranjeras en España. Así lo declaraba el propio Meléndez en 1743, al dirigir un memorial al rey en el que solicitaba se le asignase un sueldo alegando como mérito los 24 años que llevaba a su servicio pintando los retratos de los miembros de la familia real para adorno de brazaletes y sortijas.

### Proyecto para una academia de arte
En 1726 dirigió al rey un memorial en el que proponía la creación de una academia de bellas artes siguiendo el ejemplo de las que existían en Italia con el título:

Representación a el Rey nuestro Señor poniendo en noticia de S.M. los beneficios que siguen de erigir una Academia de las artes del Diseño, Pintura, Escultura y Arquitectura, a ejemplo de las que se celebran en Roma, París, Florencia y otras grandes ciudades de Italia, Francia y Flandes; y lo que puede ser conveniente a su RI. Servicio, al lustre de esta insigne villa de Madrid, y honra de la Nación Española.
 Por D. Francisco Antonio Meléndez natural de Oviedo, Pintor de sus Majestades, y Altezas.

La propuesta quedó desatendida hasta que en 1744 el escultor Juan Domingo Olivieri y el marqués de Villarias presentaron a Felipe V un nuevo proyecto y reglamentación para la fundación de una academia de artes, que fue aprobada el 13 de julio de ese mismo año con el nombre de «Junta Preparatoria de la Academia», origen de la definitiva Real Academia de Bellas Artes de San Fernando, creada en 1752. Meléndez asistió como maestro director de pintura a la primera sesión pública de la Junta Preparatoria el 1 de septiembre de 1744, pero no tardaron en surgir disensiones que acabaron con su expulsión. En 1746 ofreció a la Academia pintar una Alegoría de la Justicia Divina que sirviese de pareja a la Alegoría de la fundación de la Junta Preparatoria de Antonio González Ruiz. El dibujo presentado por Meléndez fue severamente juzgado por el viceprotector de la Academia Tiburcio Aguirre, marqués de Villarias, y por Louis-Michel van Loo que en su escrito sin fecha decía: «... más parece el referido dibujo hecho por un principiante que empieza a inventar que de un pintor de setenta años de ejercicio». Una propuesta de cambiar el motivo del cuadro que había de acompañar al de González Ruiz no obtuvo mayor éxito y, por el contrario, Meléndez se sintió desplazado al cambiársele la preeminencia del asiento que ocupaba en la Academia por lo que protestó ante Olivieri y dejó de asistir a los juntas hasta ser expulsado de la Academia en junio de 1748 y, con él, también su hijo Luis, expulsado de su plaza de alumno de los estudios.
En julio de 1751 falleció su esposa Josefa Durazo. Sus hijos rechazaron el testamento, redactado por el propio Meléndez con poder de Josefa para testar en su nombre, dando comienzo a un pleito que se alargó hasta 1756. En septiembre de este año concertó un matrimonio por poderes con la hermana de un racionero de la catedral de Toledo, aunque es probable que el matrimonio finalmente no se llevase a efecto, y en septiembre dictó su propio testamento.